# Mertxe Aizpurua
Mertxe Aizpurua Arzallus (Usúrbil, Guipúzcoa, 8 de enero de 1960) es una periodista y política española, diputada de las Cortes Generales por Guipúzcoa en la XIII, XIV y XV legislaturas, y actual portavoz de Euskal Herria Bildu en el Congreso.
En 2002, fue condenada por la Audiencia Nacional a un año de prisión por un delito de enaltecimiento del terrorismo, en relación con un discurso pronunciado durante un homenaje a miembros de ETA. La sentencia fue firme y se enmarcó dentro de la legislación vigente sobre apología del terrorismo.

## Biografía
Aizpurua nació en el municipio guipuzcoano de Usúrbil en 1960. Es licenciada en Ciencias de la Información.
Fue editora del periódico Egin y de la revista Punto y Hora de Euskal Herria. En octubre de 1984 la Audiencia Nacional condenó a Aizpurua a un año de prisión por apoyar el terrorismo y le prohibió trabajar como periodista durante un año.
Es fundadora del diario Gara, del que fue directora entre 1999 y 2004. En junio de 2001 fue interrogada por el juez de la Audiencia Nacional Baltasar Garzón después de que Gara publicara una entrevista con dos líderes de ETA. El caso contra Aizpurua fue desestimado finalmente en marzo de 2004.
Actualmente es directora del periódico dominical, 7K, de Gara. Es la autora de Argala. Pensamiento en acción. Vida y escritos (2018), una biografía del líder de ETA Argala.

### Carrera política
Aizpurua participó en las elecciones locales de 2011 como candidata de la alianza electoral Bildu en Usúrbil, gracias a la cual ejerció el cargo de alcaldesa de 2011 a 2015. Asimismo fue presidenta de Udalbiltza de 2012 a 2015.
Participó en las elecciones generales de abril de 2019 y de noviembre de 2019 como candidata de EH Bildu por Guipúzcoa, resultando electa en ambas ocasiones.

## Publicaciones
- Argala. Pensamiento en acción. Vida y escritos (2018)